# 貞観永宝

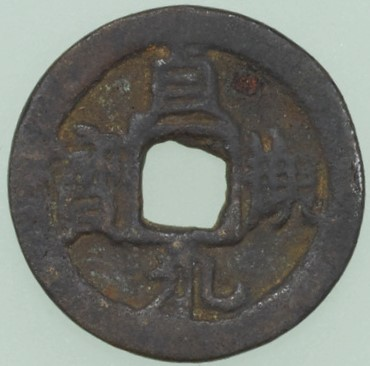
貞観永宝（東京国立博物館所蔵）

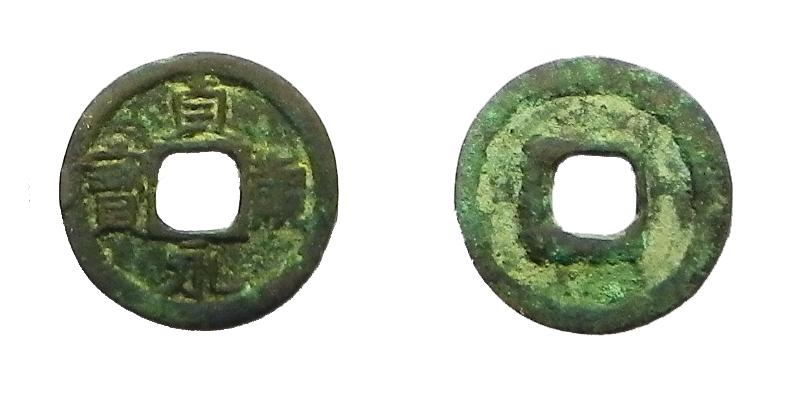
貞観永宝（表と裏）

貞観永宝（貞觀永寳、じょうがんえいほう）は、870年（貞観12年）に、日本で鋳造、発行された銭貨（『三代実録』）。皇朝十二銭の9番目に発行された貨種である。

## 始鋳と流通
独立行政法人造幣局の資料によると、貞観永宝の始鋳年は貞観12年（870年）、材質は銅、量目2.33g、直径17.4-19.8mm、銅分52.84%である。ただ、皇朝十二銭のうち平安遷都後の9貨種は質の低下により文字が不鮮明になるなど安定していない。
『日本三代実録』によると貞観永宝は清和天皇の時代の貞観12年（870年）1月25日に発行された。
『日本三代実録』巻十七
大意は旧貨は流通により傷み、軽重、大小が生じているから交易が妨げられているとし、旧貨を一掃して新貨を鋳造するというものであった。物価が高騰し銭の価値が低下しているため、貞観永宝1枚に対し旧銭10枚の交換比率が設定された。
貞観永宝の流通には積極的な施策が行われ、備中や備後などから銅を収めさせ、山城の葛野に新しい鋳銭所を設けるとともに、原料の銅の確保のため旧銭を積極的に回収した。長門において産銅は全て鋳銭司に送る事になっていたが、貞観17年頃（875年）、百姓らが勝手に産銅を用いて雑器を造って商売しているため銅が不足しているとして、これを禁ずる令を出している。
しかし外観は小振りとなり銅品位が約半分、鉛が35%程度と質が低下し 、文字破滅し、輪郭が完全なものは無いとする様子が記録に残されている。
『日本三代実録』によると貞観14年（872年）に鋳銭司が譴責を受けたとしている。
『日本三代実録』巻二二